# Spino degli Iblei
Spino degli Iblei är en hundras från Sicilien i Italien, namngiven efter bergskedjan Iblei på den sydöstra delen av ön, där rasen också har sitt ursprung. Den är en vallande herdehund med långhårig päls. Rasen är inte erkänd av Fédération Cynologique Internationale (FCI) men är nationellt erkänd av den italienska kennelklubben Ente Nazionale della Cinofilia Italiana (ENCI).